# 曼哈顿广场一号

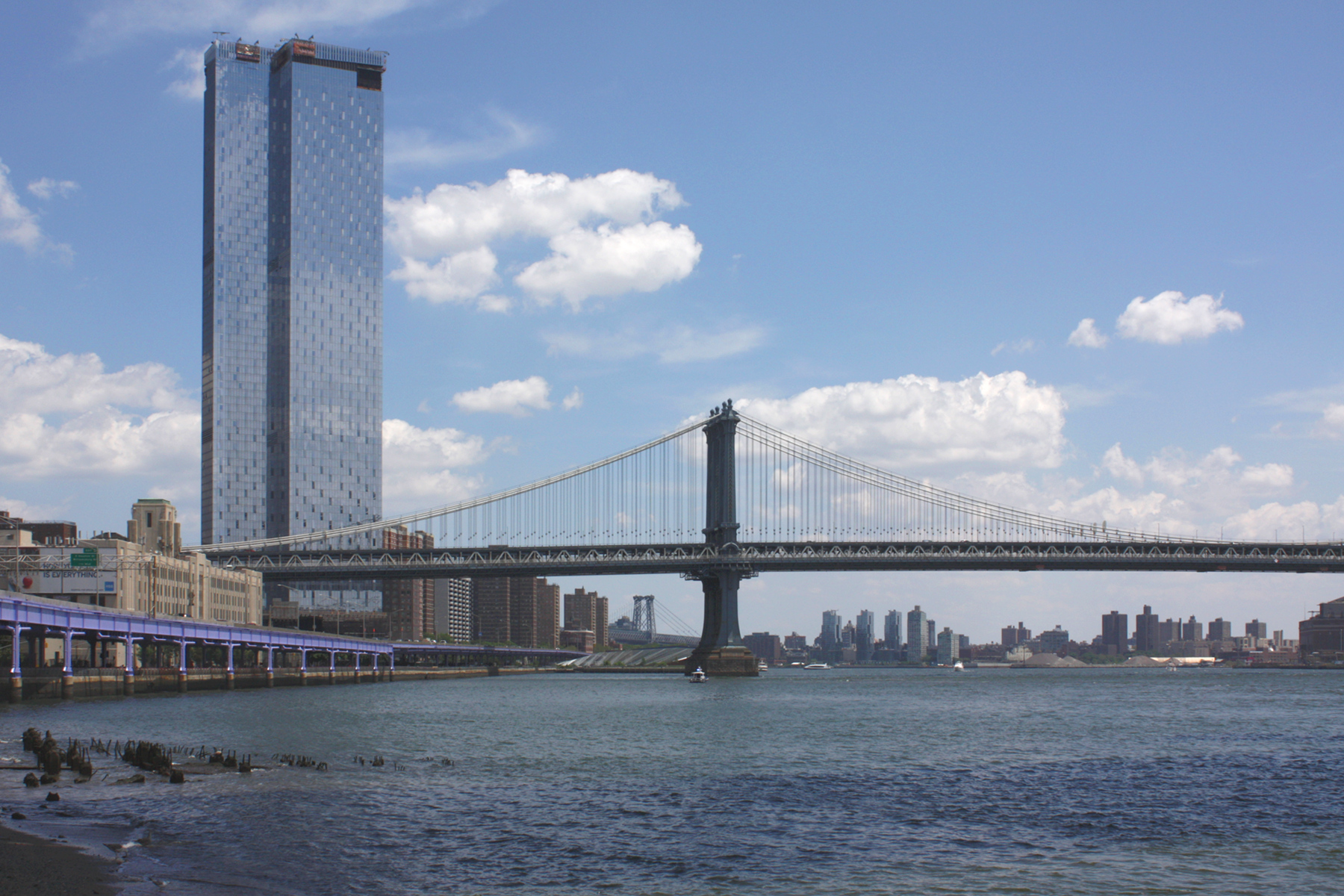
曼哈顿广场一号

曼哈顿广场一号（英語：One Manhattan Square），或称樱桃街227号（227 Cherry Street）、南大街252号（252 South Street）是一座位于美国纽约的商住摩天大楼，由埃克斯特开发公司开发。大楼在2014年拆除的 Pathmark 原址建造，地下层计划设置一个大型超市，整座大楼72层、高847英尺（258公尺），在周围社区之中鹤立鸡群。大楼於2019年8月竣工。

## 外部連結
维基共享资源上的相關多媒體資源：曼哈顿广场一号